# 普雷薩內拉山

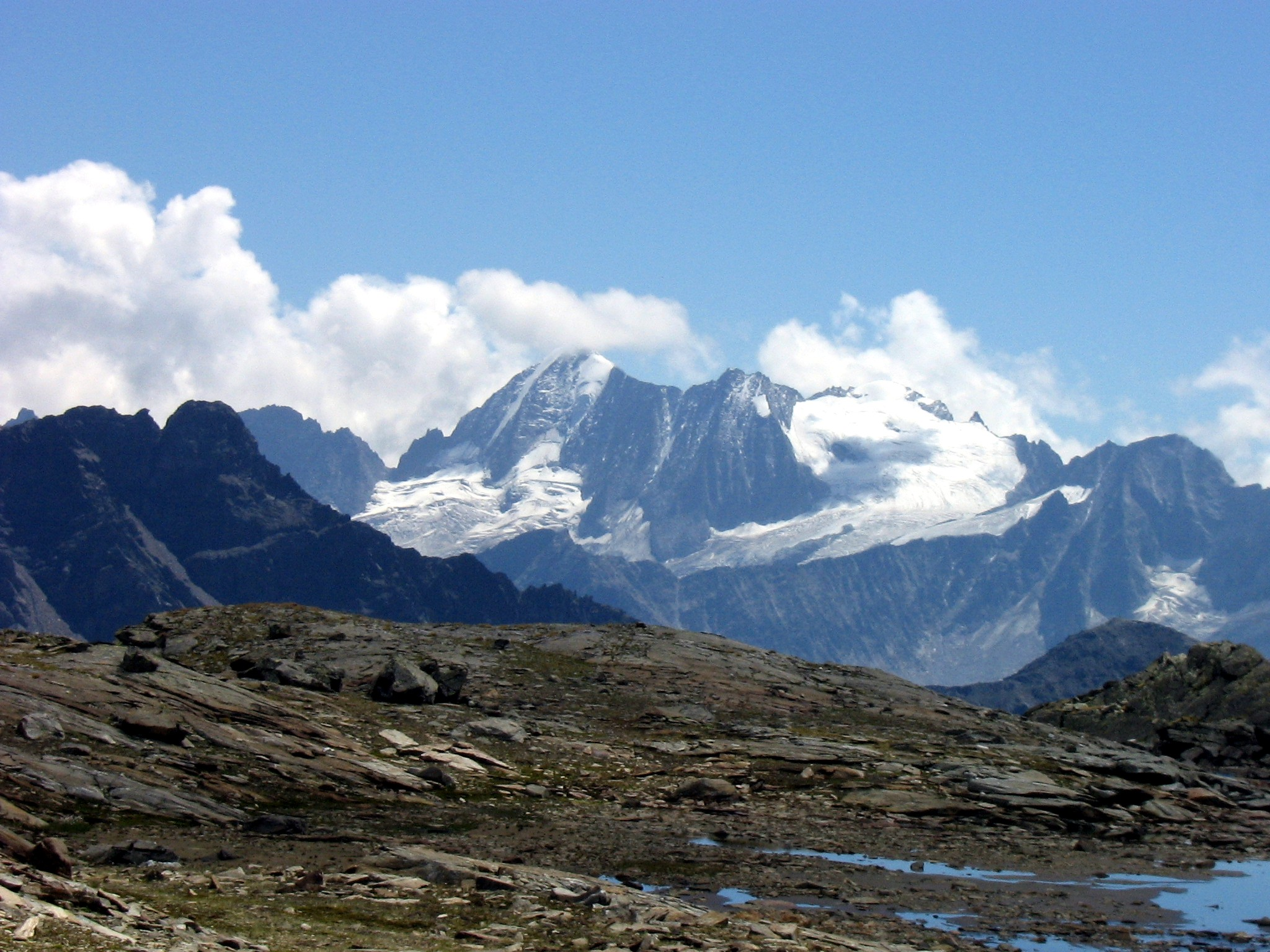

46°13′12″N 10°39′50″E / 46.22000°N 10.66389°E
普雷薩內拉山（義大利語：Cima Presanella），是意大利的山峰，位於該國北部，由特倫托自治省負責管轄，屬於阿達梅洛-普雷薩內拉阿爾卑斯山脈的一部分，海拔高度3,556米，人類在1864年8月25日首次登上該山峰。